# Eusébio Cup de 2015
A Eusébio Cup 2015 foi a 8ª edição da Eusébio Cup, onde o Benfica enfrentou o Monterrey. Essa edição foi a primeira fora de Portugal sendo realizada no México. A partida foi vencida pelo Monterrey por 3-0 e marcou a inauguração do  Estádio BBVA Bancomer.

## Detalhes do jogo
A partida segue o fuso horário mexicano (UTC-5).
| 02 de Agosto de 2015 | Monterrey                                                              | 3 – 0     | Benfica | Estadio BBVA Bancomer, Monterrey |
| 22:00                | César Montes 49' · Rogelio Funes Mori 58' (pen). · Santiago Rivera 81' | Relatório |         | Público: 51 000                  |

| Monterrey | Benfica |

| MONTERREY:      |     |                      |     |
|                 |     |                      |     |
| GR              | 1   | Jonathan Orozco      |     |
| D               | 2   | Severo Meza (c)      |     |
| D               | 3   | Stefan Medina        |     |
| D               | 15  | Edgar Castillo       |     |
| D               | 21  | Hiram Mier           |     |
| M               | 10  | Edwin Cardona        | 46' |
| M               | 18  | Neri Cardozo         | 46' |
| M               | 27  | Luis Ernesto Pérez   | 62' |
| M               | 8   | Dorlan Pabón         | 46' |
| A               | 9   | Aldo de Nigris       | 46' |
| A               | 17  | Jesús Eduardo Zavala | 46' |
| Reservas:       |     |                      |     |
| GR              | 23  | Juan de Dios Ibarra  |     |
| D               | 4   | Ricardo Osorio       |     |
| D               | 6   | Efraín Juárez        | 46' |
| D               | 14  | Bernardo Hernández   | 62' |
| D               | 29  | Luis López           |     |
| M               | 5   | Walter Gargano       | 46' |
| M               | 16  | Cándido Ramírez      | 46' |
| M               | 93  | Mauricio Talancón    |     |
| M               | 286 | César Montes         |     |
| A               | 7   | Rogelio Funes Mori   | 46' |
| A               | 11  | Pablo Barrera        |     |
| A               | 30  | Marcelo Gracía       |     |
| A               | 35  | Santiago Rivera      |     |
| Treinador:      |     |                      |     |
| Antonio Mohamed |     |                      |     |

| BENFICA:    |    |                    |     |
|             |    |                    |     |
| GR          | 12 | Júlio César        |     |
| D           | 28 | Sílvio             |     |
| D           | 34 | André Almeida      | 59' |
| D           | 2  | Lisandro López     |     |
| D           | 4  | Luisão (c)         | 39' |
| M           | 5  | Ljubomir Fejsa     | 78' |
| M           | 10 | Nicolás Gaitán     |     |
| M           | 30 | Anderson Talisca   |     |
| M           | 21 | Pizzi              | 59' |
| A           | 17 | Jonas              | 78' |
| A           | 25 | Jonathan Rodríguez | 59' |
| Reservas:   |    |                    |     |
| GR          | 1  | Ederson            |     |
| G           | 13 | Paulo Lopes        |     |
| D           | 50 | Nélson Semedo      | 59' |
| D           | 14 | Victor Lindelöf    | 59' |
| D           | 33 | Jardel             |     |
| D           | 3  | Marçal             |     |
| D           | 19 | Eliseu             |     |
| M           | 7  | Andreas Samaris    | 39' |
| M           | 39 | Mehdi Carcela      | 59' |
| M           | 22 | Filip Đuričić      |     |
| M           | 23 | Adel Taarabt       |     |
| M           | 24 | Bryan Cristante    | 78' |
| M           | 26 | Raphael Guzzo      |     |
| M           | 40 | João Teixeira      |     |
| M           | 15 | Ola John           |     |
| A           | 20 | Gonçalo Guedes     |     |
| A           | 16 | Nélson Oliveira    | 59' |
| A           | 38 | Nuno Santos        | 78' |
| Treinador:  |    |                    |     |
| Rui Vitória |    |                    |     |

| Eusébio Cup Campeão 2015 |
| ------------------------ |
| México                   |
| MONTERREY 1º Título      |